# Liste der Baudenkmäler in Coburg/R
Dieser Teil der Liste der Denkmäler in Coburg beschreibt die denkmalgeschützten Objekte in folgenden Coburger Straßen und Plätzen:
- Raststraße
- Robert-Koch-Straße
- Rodacher Straße
- Rosenauer Straße
- Rosengarten
- Rosengasse
- Rückertstraße
- Rummental

## Raststraße
| Adresse Bezeichnung Akten-Nr.                                              | Beschreibung | Foto |
| -------------------------------------------------------------------------- | --- | ---- |
| Raststraße (Lage)                                                          | Die Raststraße verläuft parallel zur Lossaustraße und verbindet die Bahnhofstraße mit dem Kanonenweg. Namensgeber ist der Freiherr von Rast, der ab 1832 Kammerherr Herzog Ernsts I. war. Von Rast wurde 1781 als Ferdinand Martin Liebmann in Berlin geboren. Er war Sohn eines jüdischen Handelsherrn. Seit seiner Erhebung in den bayerischen Adelsstand 1830 nannte er sich bezogen auf den Ort Rast bei Marburg, wo er Grundbesitz besaß, Freiherr von Rast. 1861 errichtete er zugunsten des Gemeinwesens Coburgs eine Stiftung ein. 1863 starb er in Coburg. Von 1937 bis 1945 hieß die Straße Ludwig-Siebert-Straße. |      |
| Raststraße 2/4 (Standort) Doppelmietshaus D-4-63-000-418                   | Neben dem benachbarten Eckhaus Bahnhofstraße 36 errichtete der Baumeister Otto Leheis 1900/01 auch das Doppelmietshaus im gotisierenden Jugendstil mit Ziegeln und Sandsteingliederungen. Die dreigeschossigen Doppelhäuser besitzen ein gemeinsames Walmdach. Die Eingänge mit den Treppenhäusern sind seitlich in Risaliten angeordnet. Die jeweils vierachsige, insgesamt symmetrische Straßenfassade ist durch seitliche Risalite mit Satteldach-Zwerchgiebeln und dazwischen liegende Hausgauben gekennzeichnet. Eine Vertikalgliederung ist durch die Fensterbänder vorhanden, die oben durch überfassende Bogen, innen als schmale Kielbogen und außen als breite Stichbogen, abgeschlossen sind. Die Fassade zeichnet eine Vielzahl von Ornamenten aus, die Brüstungen weisen Reliefe auf. |      |
| Raststraße 5 (Standort) Ehem. Fahrradfabrik Greif & Schlick D-4-63-000-419 | Das heute als Bürohaus genutzte Gebäude wurde 1908 von dem Architekten und Bauunternehmer August Berger als Fahrradfabrik für die Firma Greif & Schlick im strengen Jugendstil errichtet. Das Keller- und Erdgeschoss des im Grundriss U-förmigen Gebäudes hatten einen Lichthof, der 1967 überbaut wurde. 1986 ging der Fahrradproduzent Konkurs und die Versicherung HUK-COBURG erwarb das Anwesen. Sie veranlasste einen Umbau und den Abbruch rückwärtiger Anbauten. Das dreigeschossige Traufseithaus mit einem Mansardwalmdach besitzt in der Raststraße eine sechsachsige Fassade, die im Erdgeschoss ein Quadermauerwerk aufweist und in den Obergeschossen verputzt ist. Vertikale Bänder, bestehend aus zwei Fenstern mit quadratischer Felderung und einer dazwischen liegenden, gewellten Brüstung gliedern in den beiden unteren Etagen die Fassade. Das davon durch ein Gesims getrennte zweite Obergeschoss kennzeichnet sieben Reihen Kacheln vor den Wandpfeilern zwischen den Fenstern. Ein auskragendes Konsolgesims und eine schmale Attika bilden den Übergang zum Mansarddach mit den Hausgauben. Der links angeordnete Eingang unter Treppenhaus ist als Ecklaube ausgebildet und zeigt im Bogenscheitel das Wappen der ehemaligen Eigentümer. Im Innern ist insbesondere die ursprüngliche Einrichtung des Treppenhauses mit Bodenfliesen und schmiedeeisernem Geländer erhalten geblieben. |      |
| Raststraße 6/8 (Standort) Doppelmietshaus mit Geschäften D-4-63-000-420    | Das Doppelmietshaus an der Ecke zur Kreuzwehrstraße bildet zusammen mit Kreuzwehrstraße 15 unter einem gemeinsamen Mansarddach einen dreigeschossigen Wohnhauskomplex, der 1899 bis 1903 vom Baumeister Carl Wetter im historisierenden Jugendstils mit Ziegeln und Sandsteingliederungen erbaut wurde. Das jüngste Haus, die Raststraße 6, stammt aus dem Jahr 1903. Auf der rechten Seite ist mittig der Eingang mit einem schmalen Treppenhaus angeordnet. Die Straßenfassade ist gekennzeichnet durch einen zweiachsigen Eckrisalit mit Ziergiebel und Satteldach sowie anschließenden drei Fensterachsen. Ein Bänderung in Höhe der Fensterbänke und -stürze wirkt als Horizontalgliederung. Die Fenster weisen einen ausgeprägten Schmuck auf, der sich nach oben steigert. Das Eckhaus Nr. 8 stammt aus dem Jahr 1899. Es ist geprägt durch die abgeschrägte Hausecke mit einem dreigeschossigen Erker auf mit Dämonen gestalteten Konsolen, mit welscher Haube, an den beidseitig zweiachsige Risalite mit Zwerchgiebeln anschließen. In der Raststraße mit sieben Achsen folgt nach zwei Achsen ein weiterer zweiachsiger Risalit mit Zwerchgiebel. Im Gegensatz zu den beiden jüngeren Gebäudeabschnitten sind fast alle Fenster als Doppelfenster, durch Säulen geteilt, mit geradem Sturz und ornamentierter Lunette ausgebildet. Eine Bänderung in Höhe der Fensterbänke und -stürze ist wie bei Nr. 6 vorhanden. Das Eckgeschäft besitzt beidseitig Rundbogenfenster mit jeweils einem Tympanon, der rechts angeordnete Hauseingang ein großes Relief als Überbau. |      |

## Robert-Koch-Straße
| Adresse Bezeichnung Akten-Nr.                                | Beschreibung | Foto |
| ------------------------------------------------------------ | --- | ---- |
| Robert-Koch-Straße (Lage)                                    | Die Robert-Koch-Straße ist eine westliche Seitenstraße des Marschberges. Sie ist 1904 aus einer Feldstraße hervorgegangen und wurde 1933 nach Robert Koch benannt. |      |
| Robert-Koch-Straße 6 (Standort) Mietswohnhaus D-4-63-000-752 | Das Mietswohnhaus für drei Familien errichtete der Bauunternehmer August Jacobi 1906/07. Das dreigeschossige, giebelständige Satteldachhaus weist Formen des historisierenden Jugendstils auf. Die Straßenfassade ist auf der linken Seite durch einen flachen Eckrisalit mit Filialgiebel und untergehängtem dreiseitigen Schwalbennesterker gekennzeichnet. An rechten Hausecke ist ein vierseitiger Eckerker mit einer angeschnittenen Haubendeckung angeordnet. Der Hauseingang steht hinter einem Rundbogen unter einem Vorbau mit einem einhüftigen Dach. Das Haus weist eine Vielzahl von Fensterformen auf, bereichsweise wurde zur Fassadengestaltung Fachwerk verwendet. |      |

## Rodacher Straße
| Adresse Bezeichnung Akten-Nr.                                                              | Beschreibung | Foto |
| ------------------------------------------------------------------------------------------ | --- | ---- |
| Rodacher Straße (Lage)                                                                     | Die Rodacher Straße ist der Beginn einer Ausfallstraße, die über Bad Rodach nach Hildburghausen führt. Der Ausgangspunkt der im frühen 19. Jahrhundert angelegten Straße ist eine Kreuzung, wo die Kasernenstraße und der Kanonenweg enden. |      |
| Rodacher Straße (Standort) Jüdischer Friedhof der Familie Simon D-4-63-000-422             | An der Einmündung der Spittelleite liegt der kleine Friedhof, genannt Simonscher Friedhof, den die jüdische Familie Simon vor 1860 anlegen ließ. Die Nutzung endete mit dem Wegzug der Familie im Jahr 1913. Die Sandsteine der Friedhofsmauer der Süd- und Ostseite wurden später größtenteils zum Ausbau des Rottenbachs verwendet. Nach 1932 wurde der Friedhof zerstört, die Reste verwahrlosten bis 1962, als eine Neugestaltung folgte. Es sind noch sechs Grabsteine aus Sandstein aus dem 19. Jahrhundert vorhanden, teilweise als Bruchstücke. Darunter befindet sich ein Säulengrabmal von 1898 für Martha Oblet, gebürtige Simon, klassizistisch gestaltet mit einer Säule, um die sich eine Laub- und Blumengirlande windet. |      |
| Rodacher Straße 11 (Standort) Ehem. Wohnhaus des Theatermalers Max Brückner D-4-63-000-421 | Im Jahr 1871 beauftragte der Hoftheatermaler Max Brückner, der ein Atelier für künstlerische Bühnengestaltung gegründet hatte, den Zimmermeister Ernst Wöhner ein Malatelier mit Wohnung zu errichten. 1883 veranlasste Brückner den Umbau des Malersaals im Obergeschoss in eine Wohnung, 1886 folgte der Anbau des Turmes an der Nordostecke des Wohnhauses. Seit 1958 wird das Anwesen durch einen Omnibusbetrieb genutzt. Das zweigeschossige Wohnhaus ist ein giebelständiger, fünfachsiger Satteldachbau, der ein massives Erdgeschoss aus Ziegeln auf einem Quadermauersockel aufweist. Das Obergeschoss besaß ursprünglich ein sichtbares Fachwerk, heute ist es verschiefert. Die Fenster im Erdgeschoss schließen Segmentbögen ab. Das Sandsteinportal des durch eine Treppe zurückgesetzten Hauseinganges hatte anfangs ebenfalls einen hohen Segmentbogen, heute ist ein gerader Sturz vorhanden. Der nachträglich angebaute, dreigeschossige Turm ist durch Ziegel mit Sandsteingliederungen, wie an der Turmecke die gezahnte Eckquaderung, gekennzeichnet. Auf dem zweiten Obergeschoss mit Fachwerk und Ziegelausmauerung ruht ein Spitzhelm mit weitem Dachüberstand. Die Nord- und Südseite haben vierachsige Mittelrisalite mit dreiteiligen Dachfenstern, entsprechend der Straßenfront. |      |
| Rodacher Straße 11 (Standort) Bronzefigur D-4-63-000-421                                   | Vor dem Haus Rodacher Straße 11 steht in einer kleinen Grünanlage die Bronzefigur, die 1886 August Drumm schuf, 1888 gegossen wurde und zum Wohnhaus von Max Brückner gehörte. Die weibliche Aktfigur stellt eine junge Frau dar, die eine Taube auf ihrem rechten Arm beobachtet. |      |

## Rosenauer Straße
| Adresse                 | Beschreibung | Foto |
| ----------------------- | --- | ---- |
| Rosenauer Straße (Lage) | Die Rosenauer Straße trägt seit 1875 den Namen des Schlosses Rosenau. Sie beginnt an der Allee und endet in Cortendorf, wo sie durch die Neustadter Straße und ab Dörfles-Esbach durch den Herzogsweg fortgesetzt wird, der in Rosenau endet. Die Straße kennzeichnen im westlichen Abschnitt mit den ungeraden Hausnummern 3 bis 13 sechs zweigeschossige, neugotisch gestaltete Wohnhäuser aus der Zeit ab 1870. Die gegenüberliegende, östliche Straßenseite weist einige historistische Gebäude auf. |      |

| Adresse Bezeichnung Akten-Nr.                                       | Beschreibung | Foto |
| ------------------------------------------------------------------- | --- | ---- |
| Rosenauer Straße 2 (Standort) Villa D-4-63-000-753                  | Der Baurat Carl Kleemann errichtete 1893 die repräsentative historistische Villa auf der rechten Straßenseite mit den geraden Hausnummern. Das zweieinhalbgeschossige Wohnhaus wurde in Ziegel mit Sandsteingliederungen ausgeführt. Die zwei Hauptfassaden des Walmdachhauses sind durch zweiachsige geschweifte Risalite mit Zwerchgiebeln gekennzeichnet, in der Rosenauer Straße mittig zwischen zwei Fensterachsen angeordnet, in der Westseite an der südlichen Hausecke. Die Hauskanten werden durch Eckquader betont, die einzelnen Geschosse durch Bänderungen in Höhe der Fensterbrüstungen. Im Erdgeschoss gibt es Rundbogenfenster mit betonten Kämpfern, im Obergeschoss Rechteckfenster mit Profilstürzen, die im Zwerchgiebel als Doppelfenster ausgebildet sind. |      |
| Rosenauer Straße 3 (Standort) Wohnhaus D-4-63-000-424               | Der Fotograf Scherf beauftragte 1869 den Baumeister Bernhard Felber mit dem Bau des Wohnhauses im Stil der Neugotik. 1889 folgte ein Anbau, der 1912 um eine Werkstatt mit Wohnung erweitert wurde. Es ist ein zweigeschossiges Traufseithaus, in der vierachsigen Straßenfront mit einem zweiachsigen, flachen Mittelrisalit und Zwerchhaus beziehungsweise Zwerchgiebel ausgestattet. Lisenen, Bänder und ein Blendbogenfries im Obergeschoss gliedern die Fassade. Stichbogenfenster finden generell Verwendung. Den Mittelrisalit zieren hervortretende Brüstungsfelder und Pilaster. Der Zwerchgiebel besitzt einen geraden Abschluss, der zwischen zwei Schrägen angeordnet und von zwei Spornen gerahmt wird. |      |
| Rosenauer Straße 4 (Standort) Villa D-4-63-000-754                  | Im Jahr 1907 baute sich der herzogliche Hofbaumeister Georg Kempf die historistische Villa. Die Fassade des zweigeschossigen Walmdachhauses wurde in Ziegel mit Sandsteingliederungen hergestellt. Das Erdgeschoss ist als Hochparterre ausgebildet. Die Straßenfront ist gekennzeichnet durch einen flachen Eckrisalit mit einem eingeschossigen Erker, darüber ein Söller und ein geschwungener Zwerchgiebel. Die Westseite, mit dem von einer Laube überwölbten Hauseingang, weist einen Treppenhausrisalit mit einem Zwerchgiebel in Rasterfachwerk und ein Halbwalmdach auf. Davor steht ein eingeschossiger Anbau, der unter einer Terrasse Büroräume und im Sockel eine Garage beherbergt. Erwähnenswert sind der schmiedeeiserne Jugendstilzaun des Vorgartens, mit markanten Pfosten, und das Geländer der Eingangstreppe. |      |
| Rosenauer Straße 5 (Standort) Wohnhaus D-4-63-000-425               | Der Baumeister Bernhard Felber errichtete das zweigeschossige Mehrfamilienwohnhaus im Stil der Neugotik im Jahr 1869, ähnlich gestaltet wie das gleich alte Nachbarhaus Nr. 3. Der Erker an der Westseite entstand 1913 durch den Umbau einer Veranda. Das Rückgebäude wurde erstmals 1875 durch einen Anbau erweitert, später folgten noch zusätzliche Erweiterungen. Seit 1990 wird das Vorderhaus als Bürogebäude genutzt. Das Traufseithaus besitzt einen sehr flachen, aber durch breite Lisenen betonten Mittelrisalit, der im ersten Obergeschoss einen Balkon auf drei Schweifkonsolen aufweist und einen dreigestuften Zwerchgiebel mit Zinnentürmchen trägt. Die Wandfelder der Fassade sind oben durch Rundbogenfriese abgeschlossen. Der zweigeschossige Erker besitzt eine Altane und im Obergeschoss große Fenster mit Eckpfeilern. Von der Inneneinrichtung sind noch Stuckdecken, Türen mit Buntverglasung und ein Wandbrunnen vorhanden. |      |
| Rosenauer Straße 7 (Standort) Wohnhaus D-4-63-000-426               | Um 1870 wurde das zweigeschossige Wohnhaus gebaut. Wie die benachbarten Anwesen ist das traufständige Satteldachhaus neugotisch gestaltet. Die Straßenfassade besitzt dreimal zwei Achsen, wobei in der Mitte ein dreigeschossiger Risalit mit einem gestuften Ziergiebel angeordnet ist. Zwei übereck gestellte Pfeiler rahmen den Risalit im Erdgeschoss ein, im Obergeschoss finden Lisenen Verwendung. Lisenen fassen auch die seitlichen Obergeschossfenster ein, die zusätzlich vertiefte Brüstungen besitzen. Das ausgeprägte Kranzgesims weist unter anderem ein mit vertieften Rauten gestaltetes Traufband auf. Die rechte Giebelseite besitzt im Erdgeschoss einen dreiseitigen Erker, ein Gestaltungselement, das bei den anderen fünf neugotischen Häusern in der Rosenauer Straße keine Anwendung fand. Die linke Seite hat einen zweigeschossigen Anbau, im Erdgeschoss als offene Veranda und oben ohne Terrasse gestaltet sowie dahinter einen quadratischen Treppenturm mit einem Pyramidendach. |      |
| Rosenauer Straße 9 (Standort) Wohnhaus D-4-63-000-427               | Der Privatier Gustav Hornbogen ließ wohl 1869 vom Baumeister Bernhard Felber das Wohnhaus im Stil der Neugotik errichten. 1872 folgte an der linken Giebelseite der Anbau einer offenen Veranda, die 1967 abgebrochen wurde, und eines Turmerkers. 1873 wurden das Rückgebäude, das 1967 Garagen ersetzten, und 1874 ein Laubengang zur Verbindung mit dem Haupthaus gebaut. Ähnlich den Nachbarhäusern ist das Anwesen als zweigeschossiges Traufseithaus ausgeführt. Zwischen zwei Fensterachsen ist in der Mitte ein zweiachsiger, flacher Mittelrisalit mit Ecklisenen und einem gestuften Zwerchgiebel, der oben drei gestufte Fenster hat, angeordnet. Die Giebelwände sind durch Blendfriese eingefasst. Den Mittelrisalit zieren im Obergeschoss hervortretende Brüstungsfelder und Pilaster. Auf der Westseite ist ein einachsiger Vorbau mit Walmdach vorhanden. |      |
| Rosenauer Straße 10 (Standort) Ehem. Alexandrinenbad D-4-63-000-428 | Das ehemalige Alexandrinenbad entstand Mitte des 19. Jahrhunderts als Badehaus am Hahnfluss. 1870 veranlasste der Chirurg Moritz Ziegenfelder die Aufstockung des Gebäudes sowie den Anbau eines Treppenturmes. Erweiterungen folgten 1874 und 1880, um 1900 wurde die ehemalige Hofbadeanstalt geschlossen. 1901 beauftragte der Eigentümer Ludwig Müller den Baumeister Reinhold Gräfe mit dem Umbau des Badehauses zu einer Wohnanlage, dem 1921 die komplette Bebauung des Grundstücks folgte. 1981 wurde das Hauptgebäude zu einem Wohnheim umgestaltet, seit 1998 ist es ein Hotel. Das spätklassizistische Traufseithaus weist zwei Geschosse und sieben Achsen auf. Es wird beidseitig von einachsigen Eckrisaliten und Satteldächern eingerahmt. Die Fassade im Erdgeschoss ist durch toskanische Halbsäulen zwischen den Fenstern und Eckpilaster an den Risaliten gekennzeichnet. Ein Architrav und ein Profilgesims weist die Horizontalgliederung auf. Zwei Stuckkartuschen und rundbogige Zwillingsfenster sind im Obergeschoss markant. Ein schmuckloser viergeschossiger Treppenturm ist an der Südfassade angeordnet und ein schmiedeeiserner Jugendstilzaun mit Sonnenmotiven in den Feldern begrenzt das Grundstück zur Straße. |      |
| Rosenauer Straße 11 (Standort) Wohnhaus D-4-63-000-429              | Das zweigeschossige und vierachsige Traufseithaus gestaltete 1872 Bernhard Felber wie seine anderen Häuser in der Rosenauer Straße im Stil der Neugotik. Auch hier ist ein flacher Mittelrisalit mit einem Zwerchhaus vorhanden. Der gestufte Giebel ist durch Zinnen und Ecksäulen mit Zinnenturm-Bekrönung gekennzeichnet. Die Fenster im Obergeschoss weisen eine stufenförmige Verdachung und hervortretende Brüstungsfelder mit Pilastern auf. Zwischen Erdgeschoss und Obergeschoss ist ein Blendbogenfries und unter der Traufe ein Zackenfries mit vertieften Rauten angeordnet. Im Unterschied zu den Nachbarhäusern findet an den Hausecken Bossenwerk eine Anwendung. Die Holzveranda auf der linken Seite wurde 1969 durch einen Anbau ersetzt. |      |
| Rosenauer Straße 13 (Standort) Wohnhaus D-4-63-000-430              | Das zweigeschossige Wohnhaus ließ sich 1872 der Rat Carl Zwirnmann errichten. In der Gestaltung entspricht das neugotische Traufseithaus dem Typus der Nachbarhäuser mit einem zweiachsigen Mittelrisalit und Zwerchhausgiebel, der zwischen zwei äußeren Achsen angeordnet ist. Der Giebel ist mit zwei Spitzbogenfenstern und übereck gestellten Zinnentürmchen gestaltet. Die Fenster im Obergeschoss besitzen gewinkelte Sturzprofile. An der Westseite steht eine eingeschossige offene Loggia mit gesägten Balustern und Holzpfeilern auf einem Sandsteinsockel. |      |
| Rosenauer Straße 15 (Standort) Wohnhaus D-4-63-000-431              | Das zweigeschossige Wohnhaus entwarf der Architekt Hans Rothbart im neugotischen Stil 1872 für den herzoglichen Reitstallmeister Baron Busso von Röpert. 1887 folgte der Anbau eines Treppenturmes. 1949 wurde an das Gebäude ein Kino angebaut, unter anderem mit einer offenen Säulenhalle als Foyer an Südseite und der Kasse im Westturm. Im Kino Burg-Theater gab es bis 2001 Filmvorführungen, 2003 wurde es abgebrochen. Das Walmdachgebäude an der Rosenauer Straße wurde immer als Wohnhaus genutzt. Es ist gekennzeichnet durch einen dreiachsigen Risalit mit einem Treppenzwerchgiebel. Die oberen Fenster im Risalit sind mit Spitzbogenblenden ausgestattet, im Giebel als rundbogige Vierergruppe gestaltet. Markant sind die zwei diagonal zueinander stehenden spitzbehelmten Türme. Der aufwändiger gestaltete, vordere Turm weist unter anderem in jeder Etage vier gerahmte Fenster auf. Die nördliche Fassade besitzt drei Achsen, einen Zwerchgiebel und einen neugotischen Eisenbalkon. |      |
| Rosenauer Straße 23 (Standort) Wohnhaus D-4-63-000-432              | 1873 beauftragte der Kaufmann Zeyß den Baumeister Hermann Kühn mit dem Bau des zweigeschossigen Wohnhauses in Formen der Neurenaissance. Im Typus entspricht es den Nachbarhäusern. Es ist ein Traufseithaus mit einem Mittelrisalit und einem Zwerchhaus. Zwischen zwei Außenachsen ist mittig ein dreiachsiger Risalit angeordnet, vor dem im Erdgeschoss ein dreiseitiger Erker mit Terrasse steht. Die Horizontalgliederung der Fassade besteht aus zwei kräftigen Profilgesimsen, die das Erdgeschoss vom Obergeschoss trennen. Die dazwischen liegenden Fensterbrüstungen sind gefeldert. Die Dachtraufe ruht auf einem Konsolkranzgesims, das seitlich durch größere Konsolen, als Rosetten gestaltet, eingefasst wird. Der Giebel des Zwerchhauses ist als durchbrochenes Dreieck mit seitlichen Pyramiden ausgeführt. |      |
| Rosenauer Straße 27 (Standort) Escora-Gebäude D-4-63-000-433        | Der Gebäudekomplex der Miederwarenfabrik Escora besteht aus drei Abschnitten. Den quadratischen, dreigeschossigen und dreiachsigen Kopfbau sowie den anschließenden, rechteckigen Gebäudeabschnitt errichtete 1914 der Coburger Maurermeister und Architekt Paul Schaarschmidt. Die Fassade des neuklassizistischen Kopfbaus ist durch einen umlaufenden Fußwalm sowie kolossale ionische Pilaster strukturiert. 1938 folgte eine Verlängerung des Fabrikgebäudes durch einen quadratischen Anbau. 1955 kam die Erweiterung mit einem Flachdach und einem weiteren Treppenhaus zur Ausführung. Dieser Teil wurde 1968 aufgestockt. Zwischen 2009 und 2010 erfolgte ein Umbau zu einem Ärzte- und Bürohaus. |      |
| Rosenauer Straße 62 (Standort) Ehem. Lohmühle D-4-63-000-755        | Das Anwesen der ehemaligen Lohmühle entstand im 18. Jahrhundert am Hahnfluss. 1902 wurde das Gebäude durch die Eisengießerei Langenstein & Schemann um ein Turbinenhaus erweitert. 1911 veranlasste der Bäckermeister Eduard Angermüller den Umbau in eine Mahlmühle. Im Zuge der Verrohrung des Hahnflusses folgte zwischen 1960 und 1965 ein grundlegender Um- und Ausbau der Mühle, unter anderem mit Einbau von Arkadenöffnungen. Die ehemalige Lohmühle besteht noch aus einem zweiflügeligen und zweigeschossigen Wohnhaus. Das hohe Satteldach, ursprünglich als Lagerbereich genutzt, wurde Anfang des 20. Jahrhunderts ausgebaut und bekam dabei Haus- und Schleppgauben. Das Obergeschoss des Ostflügels besitzt eine verputzte Fachwerkfassade. |      |

## Rosengarten
| Adresse Bezeichnung Akten-Nr.                         | Beschreibung | Foto |
| ----------------------------------------------------- | --- | ---- |
| Rosengarten (Lage)                                    | Der Rosengarten, zwischen Berliner Platz, Alexandrinen- und Ketschendorfer Straße gelegen, entstand 1929 als Landschaftsgarten auf der Zollbauerwiese, die 1846 die Stadt von der herzoglichen Kammer erwarb. |      |
| Rosengarten (Standort) Sintflutbrunnen D-4-63-000-434 | Der Sintflutbrunnen ist ein Werk des Coburger Künstlers Ferdinand Lepcke und eine Kopie des Sintflutbrunnens von 1898 für den Viktoria-Park im damals preußischen Bromberg. Die Skulptur zeigt, wie Mensch und Tier sich vor den Fluten bei unablässigen Regen, der durch einen Wasservorhang erzeugt wird, retten wollen. Die Coburger Bürger schenkten den Brunnen ihrem Herzog Carl Eduard zur Erinnerung an den Beginn seiner Regentschaft im Jahr 1905. |      |

## Rosengasse
| Adresse Bezeichnung Akten-Nr.                                   | Beschreibung | Foto |
| --------------------------------------------------------------- | --- | ---- |
| Rosengasse (Lage)                                               | Die Rosengasse beginnt am Marktplatz und verläuft anfangs parallel zur Ketschengasse, in die sie am Albertsplatz mündet. Die Herleitung des Straßennamens ist unklar. Bis um 1442/47 hieß sie Alte Fleischgasse, wie die abzweigende Metzgergasse, in Haus Nr. 6 existierte damals ein Zugang zu den Fleischbänken. |      |
| Rosengasse 4 (Standort) Wohn- und Geschäftshaus D-4-63-000-756  | Das viergeschossige Wohnhaus stammt in seinem Kern aus dem 16. oder 17. Jahrhundert. Im Jahr 1700 wurde es als alter Bau, dreigeschossig mit vier Stuben und zwei Kellern beschrieben. Steine mit den Jahreszahlen 1722 im Keller und 1746 rechts hinter dem Eingang weisen auf Umbaumaßnahmen hin. 1831 ist die Versetzung des Hauseingangs von der Mitte nach Links dokumentiert. Der Klempnermeister Moritz Faber veranlasste 1879 im damaligen dreigeschossigen Mansarddachhaus einen Laden mit Schaufenster einzurichten. Im Jahre 1934 folgte der Ausbau des Daches zum dritten Obergeschoss, 1969 die Aufstockung des Hinterhauses. Das Traufseithaus besitzt eine fünfachsige Straßenfassade, die in eine Zweier- und Dreierfenstergruppe gemäß dem Erdgeschoss mit Hauseingang und Schaufenster gegliedert ist. Zwischen Erdgeschoss und Obergeschoss, das aus einer verputzten Fachwerkfassade besteht, ist ein profiliertes Gesims mit Architrav angeordnet. |      |
| Rosengasse 6 (Standort) Wohn- und Geschäftshaus D-4-63-000-435  | Das viergeschossige Wohn- und Geschäftshaus lässt sich bis in die zweite Hälfte des 16. Jahrhunderts zurückverfolgen, als ein Neubau errichtet wurde. Eigentümer des Anwesens sind seit 1457 belegt, 1626 ein Durchgang zu rückwärtigen Fleischbänken. 1877 und 1881 veranlasste der Zeichenlehrer und Dekorationsmaler Paul Türck verschiedene Umbauten. Dabei wurde aus dem linken Rundbogenfenster ein Ladeneingang und das Dach zum dritten Obergeschoss ausgebaut. 1892 kaufte der Wilhelm Feyler das Anwesen und betrieb darin nach Umbaumaßnahmen seine Spezial- und Feinbäckerei. Feyler wurde 1897 zum Hofbäcker und 1907 zum Hoflieferanten ernannt. 1904 veranlasste er eine Umgestaltung der Erdgeschossfassade, 1931 folgte eine Vergrößerung der Backstube im Rückgebäude, 1976 eine der Verkaufsräume. Das Traufseithaus besitzt ein massives Erdgeschoss, auf dem eine sechsachsige verputzte Fachwerkfassade angeordnet ist. Der Umbau des repräsentativen Erdgeschosses erfolgte 1892 in Formen der Neurenaissance. Das mittlere Durchgangsportal wurde zu einem Schaufenster mit einer Leibung mit Muschelnischen umgestaltet. Links davon ist das herzogliche Wappen über dem Firmenschild angeordnet. Das unter anderem mit von einer Kassettierung umzogene rechte Eingangsportal geht auf einen Entwurf von Max Böhme aus dem Jahr 1905 zurück. |      |
| Rosengasse 8 (Standort) Wohn- und Geschäftshaus D-4-63-000-436  | Das dreigeschossige Wohn- und Geschäftshaus stammt in seinem Kern aus dem 16. oder 17. Jahrhundert. Eigentümer des Anwesens sind seit 1465 belegt und für 1594 ein Großbrand. Im Jahr 1700 wurde es als dreigeschossiges Haus mit fünf Stuben, einem Gewölbe und einem Kellern beschrieben. 1889 ist ein Umbau des Dachgeschosses für Lagerzwecke dokumentiert. Der Umbau vom Mansarddach zum Walmdach folgte 1896. 1916 kaufte der Hofbäckermeister Wilhelm Feyler das Gebäude zur Erweiterung seiner Verkaufs- und Produktionsflächen und veranlasste die Umgestaltung des Erdgeschosses einschließlich der kompletten Fassade zu einem Ladengeschäft durch den Maurermeister Johann Strobel. 1918 und 1933 erfuhr das Dachgeschoss einen Ausbau für Wohnzwecke. Das Eckgebäude zur Metzgergasse weist eine repräsentative, in der Rosengasse zehnachsige Fassade mit Fensterbändern auf, die in eine Vierer- und drei Zweierfenstergruppe aufgeteilt ist. Das Erdgeschoss ist vom vorkragenden Obergeschoss, eine verputzte Fachwerkkonstruktion, durch ein Zahnschnittgesims getrennt. Das Mansarddach sitzt auf einer auskragenden Traufe. In der Mitte ist ein vierachsiges Zwerchhaus angeordnet. Besonders markant ist das um 1606 entstandene Renaissanceportal, das als figürliches Sitznischenportal bedeutend ist in Coburg. Die Sitznischen sind als Muschelnischen mit Polstersteinen gestaltet. Der Keilstein weist einen Kranich als Symbol der Wachsamkeit auf. Die Nebenfassade in der Metzgergasse ist analog zur Hauptfassade gegliedert. Das dortige Nebenportal ist durch einen Keilstein mit Initialen sowie eine reich verzierte Haustür gekennzeichnet. Die Firmeninschriften auf der Fassade stammen aus dem Jahr 1916. |      |
| Rosengasse 10 (Standort) Wohn- und Geschäftshaus D-4-63-000-437 | Die Bausubstanz des dreigeschossigen Laden- und Wohnhauses an der Ecke zur Metzgergasse lässt sich bis ins 16. Jahrhundert zurückverfolgen. Belegt sind für das Jahr 1368 in diesem Areal Höfe und Häuser des Klosters Langheim. 1546 ist ein Hofstatt mit drei Häusern verzeichnet, unter anderem auch Haus Nr. 12, die als klösterliches Lehen vergeben waren. Das Vorderhaus wird auf 1546 datiert, ein Umbau folgte im 18. Jahrhundert. 1894 beauftragte der Metzgermeister Andreas Schneider den Baumeister Carl Wetter mit dem Einbau zweier Läden mit einer neuklassizistischen Erdgeschossfassade. 1928 folgte der Umbau des Seitenflügels. Das Rückgebäude in der Metzgergasse wurde wohl auch 1546 errichtet und unter anderem 1735 umgebaut. Das Vorderhaus weist eine fünfachsige Fassade auf. Die ist im Erdgeschoss massiv und in den Obergeschossen als verputzte Fachwerkkonstruktion ausgebildet, wobei kräftige Gesimse die einzelnen Etagen trennen. Das Satteldach besitzt in der Rosengasse ein zweiachsiges Zwerchhaus mit einem Dreiecksgiebel. Das dem gekrümmten Verlauf der Metzgergasse folgende Rückgebäude, ein Eckhaus zur Kleinen Rosengasse, besitzt ebenfalls drei Geschosse und ein Satteldach, sowie in der Kleinen Rosengasse ein Portal mit einem Schlussstein, der die Jahreszahl 1735 aufweist. |      |
| Rosengasse 12 (Standort) Wohn- und Geschäftshaus D-4-63-000-438 | Im Jahr 1860 wurde das dreigeschossige Wohn- und Geschäftshaus errichtet. Ursprünglich war das Anwesen, bestehend seit 1368 aus einem Vorder- und Hinterhaus, wie Haus Nr. 10 Bestandteil des Klosters Langheim. 1856 kaufte die Städtische Sparkasse Coburg die Gebäude und ließ sie für einen historistischen Neubau abbrechen, der nach Plänen des Architekten und Stadtbaurates Julius Martinet gebaut wurde. 1891 folgte ein Aufstockung des Rückgebäudes, 1984 ein totaler Umbau zur Nutzung durch das Hotel Goldener Anker. Das Erdgeschoss in der Rosengasse wurde 1999 für einen Laden umgestaltet. Das Traufseithaus ist in der Rosengasse als Repräsentationsbau durch eine komplette Sandsteinfassade aus Quadermauerwerk mit gestockter Oberfläche gekennzeichnet. Das gebänderte Erdgeschoss besitzt beidseitig stichbogige Eingänge, wobei die doppelflügelige Haustür eine aufwändige Verzierung aufweist. Die Mitte der beiden fünfachsigen Obergeschosse wird durch eine Dreierfenstergruppe betont. Bei den Fenstern fanden ornamentierte Stichbogenstürze Verwendung. Ein Blendbogenfries bildet das Traufgesims des flachen Satteldaches. |      |
| Rosengasse 14 (Standort)                                        | (Das dreigeschossige Hotelgebäude stammt in seinem Kern aus dem 16. oder 17. Jahrhundert. Im Jahr 1700 wurde es als Bau mit drei Stockwerken, vier Stuben und drei Kellern beschrieben. Nach dem Häuserforscher Ernst Cyriaci soll schon 1627 ein Gasthaus zur Rose dort gewesen sein, dokumentiert ist das Jahr 1809 als der neue Besitzer eine Wirtsgerechtigkeit erwarb. Ab 1824 ist der Gasthof zum Goldenen Anker belegt. Seitdem wurden umfangreiche Umbaumaßnahmen durchgeführt. So wurden unter anderem 1891 das Treppenhaus aus dem Vorderhaus in den Hof verlegt und 1938 das Erdgeschoss des Rückgebäudes zu Parkplätzen umgestaltet. Nach einem Dachausbau im Vorderhaus mit Dachgauben folgte 1969 der Abbruch und Neubau des rückwärtigen Gebäudes Kleine Rossengasse 18 und 1989 der Häuser Nr. 14 und 16. Die Straßenfassade des traufständigen Vorderhauses weist im Erdgeschoss Sandsteinquader auf. Das Rundbogenportal des heutigen Eingangs diente ursprünglich zur Durchfahrt in den Hof. Das massive Erdgeschoss wird von den leicht vorkragenden Obergeschossen, die eine verputzte Fachwerkkonstruktion besitzen, durch ein Zahnschnittfries getrennt.) In der Liste vom 30. Oktober 2013 nicht mehr aufgeführt. |      |
| Rosengasse 16 (Standort) Wohn- und Geschäftshaus D-4-63-000-758 | Der Kern des zweigeschossigen Giebelhauses stammt aus dem 16. oder 17. Jahrhundert. Im Jahr 1880 beauftragte der Kaufmann Paul Paesler den Maurermeister Hermann Kühn mit einem weitreichenden Umbau, wobei die Erdgeschossfassade mit zwei Ladenfenstern in der Mitte zwischen zwei seitlichen Türen ausgestattet wurde. Die Obergeschossfassade gestaltete 1899 der Baurat Carl Kleemann als historistische Giebelfassade in Anlehnung an die Renaissanceformen des Marstalls. Einen Abbruch und Neuaufbau erfuhr 1901 das Rückgebäude. Dabei wurde das Treppenhaus aus dem Vorderhaus entfernt und links an der Rückseite neu errichtet. 1995 folgte der endgültige Abriss des Rückgebäudes. Das Satteldachhaus weist als Fassade ein massives Erdgeschoss und in den Obergeschossen eine verputzte Fachwerkkonstruktion auf. Groß gebänderte Pilaster strukturieren das Erdgeschoss und werden als Eckbänderung nach oben fortgesetzt. Das Obergeschoss besitzt fünf Fenster, deren Brüstungen zu einem Band zusammengefasst sind und in den äußeren Achsen Putzfelder haben. Geohrte Fenster, Beschlagwerk und Volutenstützen zieren den Giebel. |      |

## Rückertstraße
| Adresse Bezeichnung Akten-Nr.                                                         | Beschreibung | Foto |
| ------------------------------------------------------------------------------------- | --- | ---- |
| Rückertstraße (Lage)                                                                  | Die Rückertstraße liegt auf der Westseite der Ehrenburg und verbindet die Steingasse mit dem Schlossplatz. Ursprünglich hieß sie in Anlehnung an das Franziskanerkloster, das an Stelle der Ehrenburg stand, Klostergasse und später trug sie den Namen Schlossgasse. Seit 1869 führt die Straße den Namen von Friedrich Rückert, der ab 1820 sechs Jahre lang in Haus Nr. 2 lebte. |      |
| Rückertstraße (Standort) Rückertbrunnen D-4-63-000-442                                | Im Jahr 1279 wurde der Rückertbrunnen als Holzkonstruktion errichtet, seit etwa 1404 ist es ein Steinbrunnen. Nach einer Instandsetzung im Jahr 1550 folgte 1680 durch Hans Philipp Langenhan der Neubau des steinernen Kastens und der heute noch vorhandenen Brunnensäule. Im Jahr 1961 fand eine Sanierung des Brunnens statt. Der Kastenbrunnen weist ein rundes Becken verstärkt durch acht Pilaster auf, von denen zwei mit Mohrenkopf- und Löwenrelief geschmückt sind. In der Mitte ist ein vierkantiger Brunnenstock mit vier Löwenköpfen angeordnet, von denen einer mit einer Laufröhre Wasser speit. Auf der Säule steht eine Skulptur, die den Schutzpatron Coburgs, den Heiligen Mauritius mit Blickrichtung Morizkirche darstellt. In der rechten Hand hält er ein Schwert und in der linken ein Schild mit einem Löwenwappen. Der Löwe kann als alter Meißener Löwe angesehen werden, der im Coburger Stadtwappen vor dem Mohrenkopf vorhanden war. |      |
| Rückertstraße 1 (Standort) Wohn- und Geschäftshaus D-4-63-000-439                     | Die Bausubstanz des dreigeschossigen Wohn- und Geschäftshauses an der Ecke zur Steingasse lässt sich bis in die erste Hälfte des 16. Jahrhunderts zurückverfolgen, als es noch zweigeschossig war. Gemäß der Portalbezeichnung FH mit Anker und Jahreszahl über dem Ladeneingang folgte wohl 1767 eine Aufstockung und der Bau des Walmdaches mit zwei Zwerchhäusern. Die beiden fünfachsigen Straßenfassaden weisen ein massives Erdgeschoss sowie verputzte Fachwerkkonstruktionen in den Obergeschossen auf. Die Ostfassade besitzt oben ein um eine Achse nach rechts verschobenes, zweiachsiges Zwerchhaus. Das Erdgeschoss ist gekennzeichnet durch drei hohe Rundbogenschaufenster und den Bogen des Hauseingangs. Der Eingang entstand zwischen 1949 und 1955, als er zur Vergrößerung der Ladenfläche nach rechts verschoben und das alte Eingangsportal mit einem gestuften Rundbogen Schaufenster wurde. Die Westseite in der Steingasse weist ein mittiges Zwerchhaus auf. Unten ist rechts der Ladeneingang und links zwei niedrige Schaufenster, bis 1966 drei Kreuzstockfenster, vorhanden.                                                                                        |      |
| Rückertstraße 2 (Standort) Wohn- und Geschäftshaus, ehem. Puppenmuseum D-4-63-000-440 | Die Bausubstanz des dreigeschossigen, traufständigen Wohn- und Geschäftshauses, in dem heute unter anderem das Coburger Puppen-Museum untergebracht ist, lässt sich bis in das Jahr 1529 zurückverfolgen. Ein Umbau zur jetzigen Fassadengestaltung wurde im späten 18. oder frühen 19. Jahrhundert durchgeführt. 1862 veranlasste der Kaufmann Carl August Bischoff, dem auch Haus Nr. 3 gehörte, dass durch den Einbau regelmäßiger Fenster die Fassade vereinheitlicht wurde. Eine Plakette von Heinrich Scheler erinnert seit 1869 an den Dichter Friedrich Rückert, der von 1820 bis 1826 in dem Haus wohnte. Der Export-Bierhändler Carl Rohmann ließ 1906 für eine Probierstube den Keller erweitern und die Erdgeschosshöhe vergrößern. 1903 wurde links ein Laden eingerichtet und 1957 umgebaut. Seit einer Sanierung 1986/87 ist das Gebäude Sitz des Puppenmuseums. Die verputzte Fachwerkfassade der Obergeschosse steht auf einer massiven Erdgeschossaußenwand. Die symmetrische Fassade besitzt zwei zu drei zu zwei Achsen mit einem mittigen Hauseingang und einem darüber angeordneten, zweiachsigen Zwerchhaus. Die fünf Hausgauben stammen aus 1986 und stehen asymmetrisch. |      |
| Rückertstraße 3 (Standort) Wohn- und Geschäftshaus D-4-63-000-441                     | Das dreigeschossige Wohn- und Geschäftshaus ist eine zweiflügelige Anlage, die im 17. und 18. Jahrhundert errichtet wurde. Es entstand aus zwei, wohl ehemals eigenständigen, Häusern, deren gemeinsame Grenze das Regenfallrohr neben dem Hauseingang markieren dürfte. Die linke Seite mit vier Fensterachsen gehörte zeitweise zu Haus Nr. 2, wobei es 1862 die Fassadengestaltung von diesem übernahm. Die ist unter anderem durch ein Gesimsband zur Trennung von Erdgeschoss und erstem Obergeschoss sowie durch Profilstürze über den Fenstern des ersten Obergeschosses gekennzeichnet. Die Hausgrenze markiert der Fassadenknick. Die rechte Haushälfte besteht aus einem zweiachsigen Fassadenabschnitt, gefolgt von einem vermutlich im 18. Jahrhundert gebauten, nach vorn gesetzten Mansardwalmdachhaus mit zwei Fensterachsen und entsprechenden Gauben. |      |

## Rummental
| Adresse Bezeichnung Akten-Nr.                   | Beschreibung | Foto |
| ----------------------------------------------- | --- | ---- |
| Rummental (Lage)                                | Die Straße Rummental zweigt von der Adamistraße Richtung Westen ab und führt auf den Judenberg. Sie ist seit 1398 nachgewiesen. 1862 wurde der Weg „Krummes Thal“ genannt, seit 1875 führt er den heutigen Namen, der vermutlich auf das mittelhochdeutsche „rummeln“ zurückgeht, für einen ehemaligen Bach, der beim Absturz lärmte.                                                                                                  |      |
| Rummental 30 (Standort) Wohnhaus D-4-63-000-759 | Da kleine Wohnhaus in Hanglage entwarf 1926 der Architekt Richard Teufel in „heimatlicher“ Bauweise für den Stadtsekretär Emil Steiner. Das anderthalbgeschossige traufständige Gebäude weist ein überstehendes Halbwalmdach und auf beiden Seiten Giebelbalkone, die vom Dach umschlossen werden, auf. Das Kellergeschoss ist mit bossierten Quadern gestaltet und dient als Sockel für das als Hochparterre angeordnete Erdgeschoss. |      |